# Alexander Cozens
Alexander Cozens (Saint-Pétersbourg 1717 - Londres, 1786) est un artiste peintre aquarelliste et graveur britannique. Après un séjour à Rome où il a pratiqué la peinture en plein air, il est devenu un professeur de dessin à la mode auprès de la bonne société londonienne. Il a publié plusieurs traités sur l'art de 1759 à 1785. Le dernier ouvrage publié est Nouvelle méthode pour faciliter l'invention de compositions originales de paysage.

## Biographie
Né à Saint-Pétersbourg en 1717, fils d'un architecte naval employé par le Pierre le Grand, il reçut son instruction en Angleterre à partir de l'âge de dix ans, puis retourna en Russie, puis en Italie où il étudia la peinture chez Claude-Joseph Vernet, avant de s'établir définitivement professeur de dessin en Angleterre en 1749.
Il fut enseignant à Eton de 1763 à 1768. Le riche mécène William Beckford fut un de ses amis intimes.
Son fils, John Robert Cozens (1752-1797) fut un peintre de paysage réputé pour ses aquarelles.
Cozens a eu cette phrase définitive qui éclaire toute sa méthode : « Composer des paysages par invention, ce n'est pas l'art d'imiter la nature individuelle... c'est former une représentation artificielle du paysage sur les principes généraux de la nature. » Et encore : « La tache n'est pas un dessin mais un assemblage de formes accidentelles, d'après lesquelles on peut faire un dessin. C'est une indication, quelque chose qui ressemble grossièrement à l'effet d'ensemble d'une peinture, sauf pour l'accord et le coloris ; c'est-à-dire qu'elle donne une idée des masses de lumière et d'ombre, ainsi que des formes contenues dans une composition finie. »
En 1785, Cozens a donc publié A New Method of Assisting the Invention in Drawing Original Compositions of Landscape (Nouvelle Méthode pour secourir l'invention dans le dessin des compositions originales de paysage) sous forme de brochure, sur cette manière de dessiner des paysages à partir de taches. Cozens définissait une tache comme « une production du hasard avec un petit degré de "design" » [forme présentant une qualité esthétique] (?) et reconnaissait l'influence sur ses idées d'un passage du Traité sur la peinture de Léonard de Vinci, qui recommande aux artistes de rechercher l'inspiration à partir de taches ou de marques sur les vieux murs. Celui-ci conseillait au peintre de regarder « des murs souillés de beaucoup de taches, ou faits de pierres multicolores ». Il y verrait des batailles, des figures aux d'étranges visages,... « et une infinité de choses que tu pourras ramener à une forme nette et complète ». 
Joseph Wright of Derby a été influencé par Cozens, il a possédé certaines de ses peintures, et a utilisé ses idées comme source d'inspiration pour ses compositions. Il a également décrit la technique que Cozens a recommandée pour la création à partir de taches.
Cozens a publié diverses espèces de composition que l'on peut rencontrer dans la nature, en présentant la forme, la structure et le feuillage de trente-deux espèces d'arbres (1771, réimprimé 1786). En 1778 Cozens a publié les Principes de beauté relatifs à la tête humaine (un travail « de plus d'ingéniosité que de valeur »), avec dix-neuf gravures par Francesco Bartolozzi. La liste des abonnés comprenait William Beckford (père de William Thomas Beckford, élève de Cozens), Edmund Burke, l'acteur Garrick, John Flaxman, Sir Joshua Reynolds et d'autres hommes de culture. En 1782, Thomas Banks a exposé sa tête d'une beauté majestueuse, composée sur les principes de Cozens.

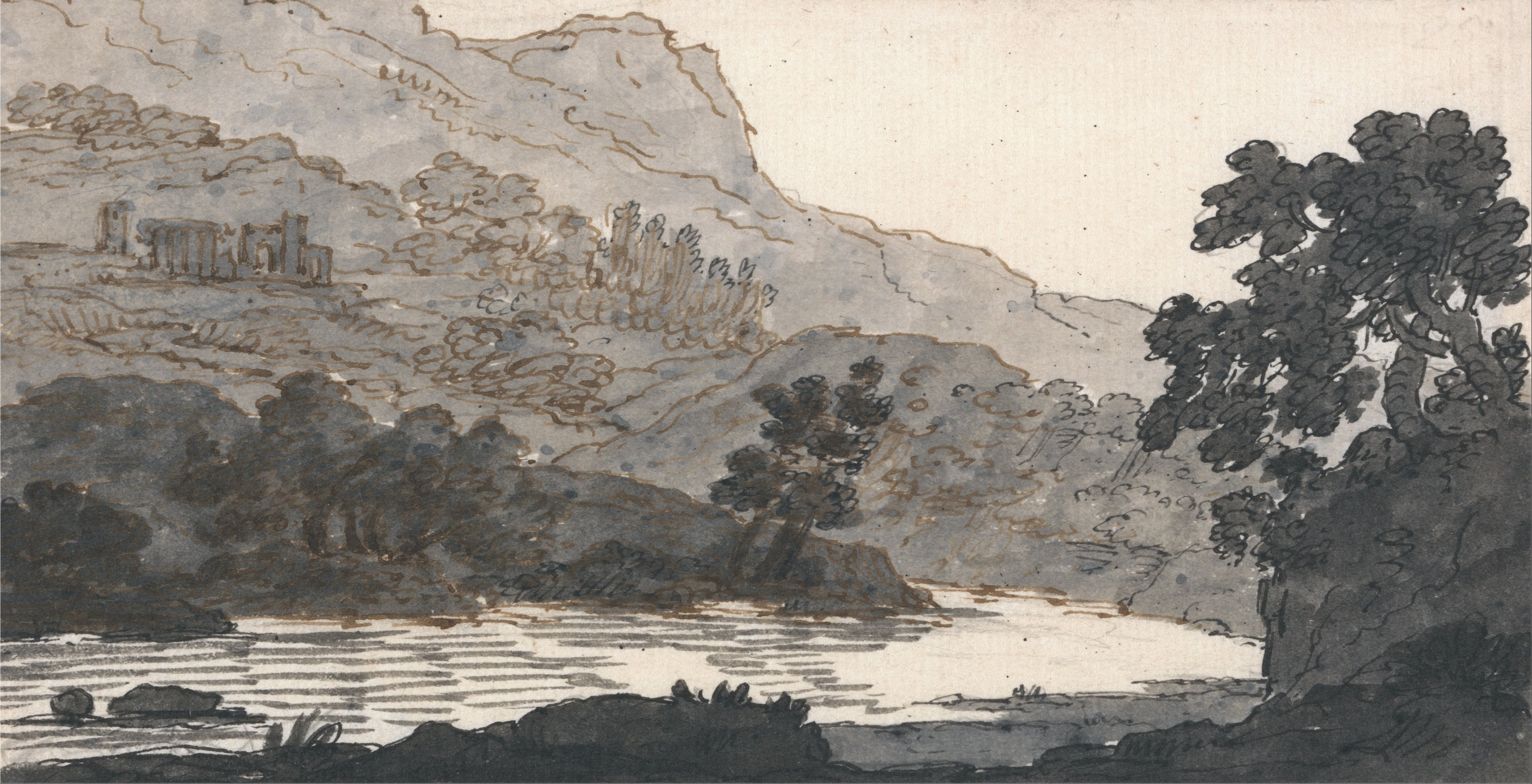
Fleuve, montagne et ruines. Encre noire, lavis gris, plume et encre brune, sur papier crème fin légèrement texturé. 1750-59. Centre d'art britannique de Yale
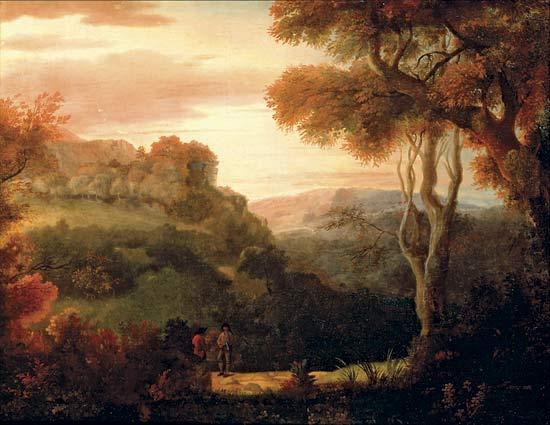
La vallée près de Matlock. Huile sur toile.
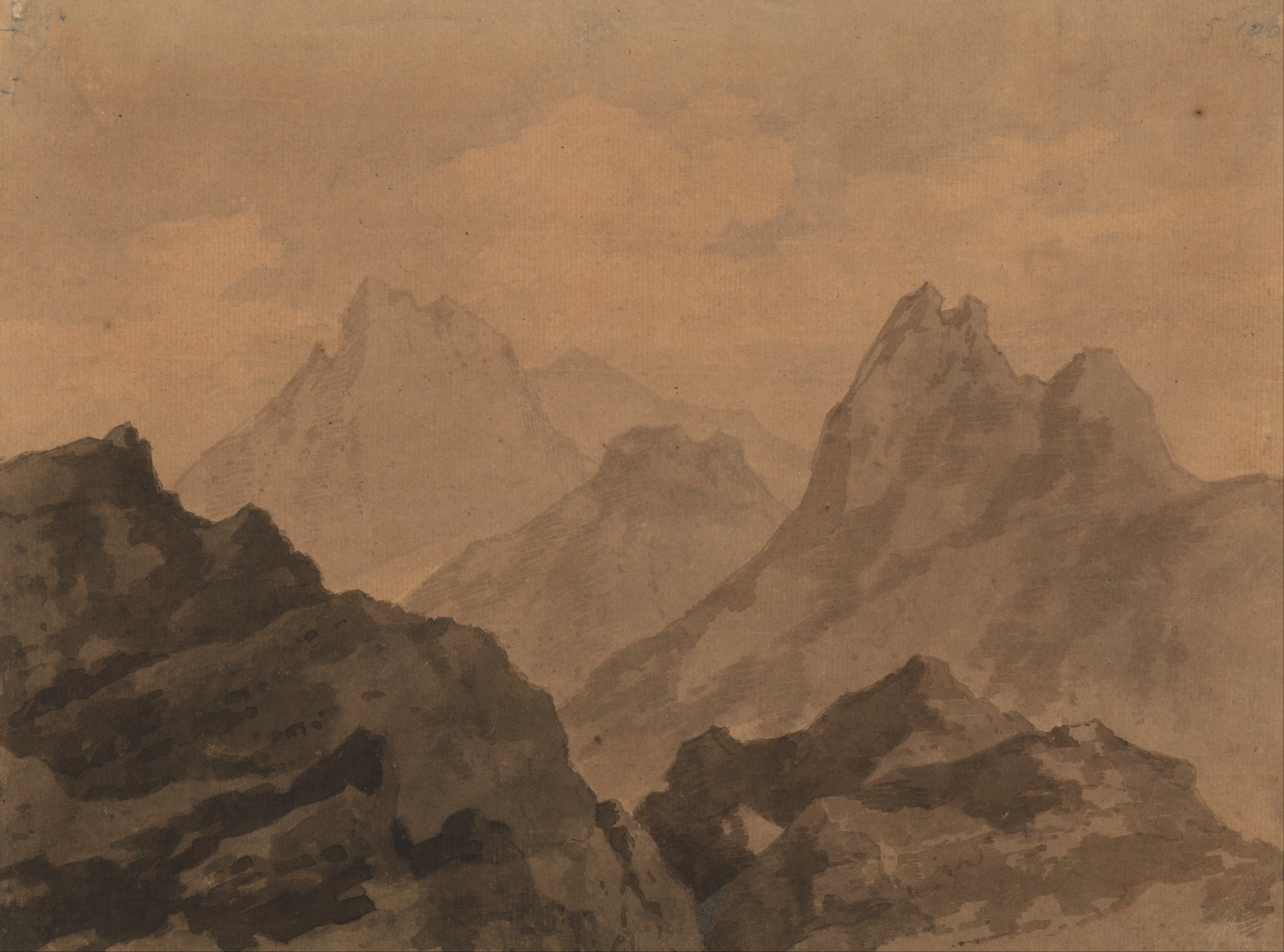
Sommet montagneux. Étude, aquarelle, H. 37 cm. v. 1780. Centre d'art britannique de Yale
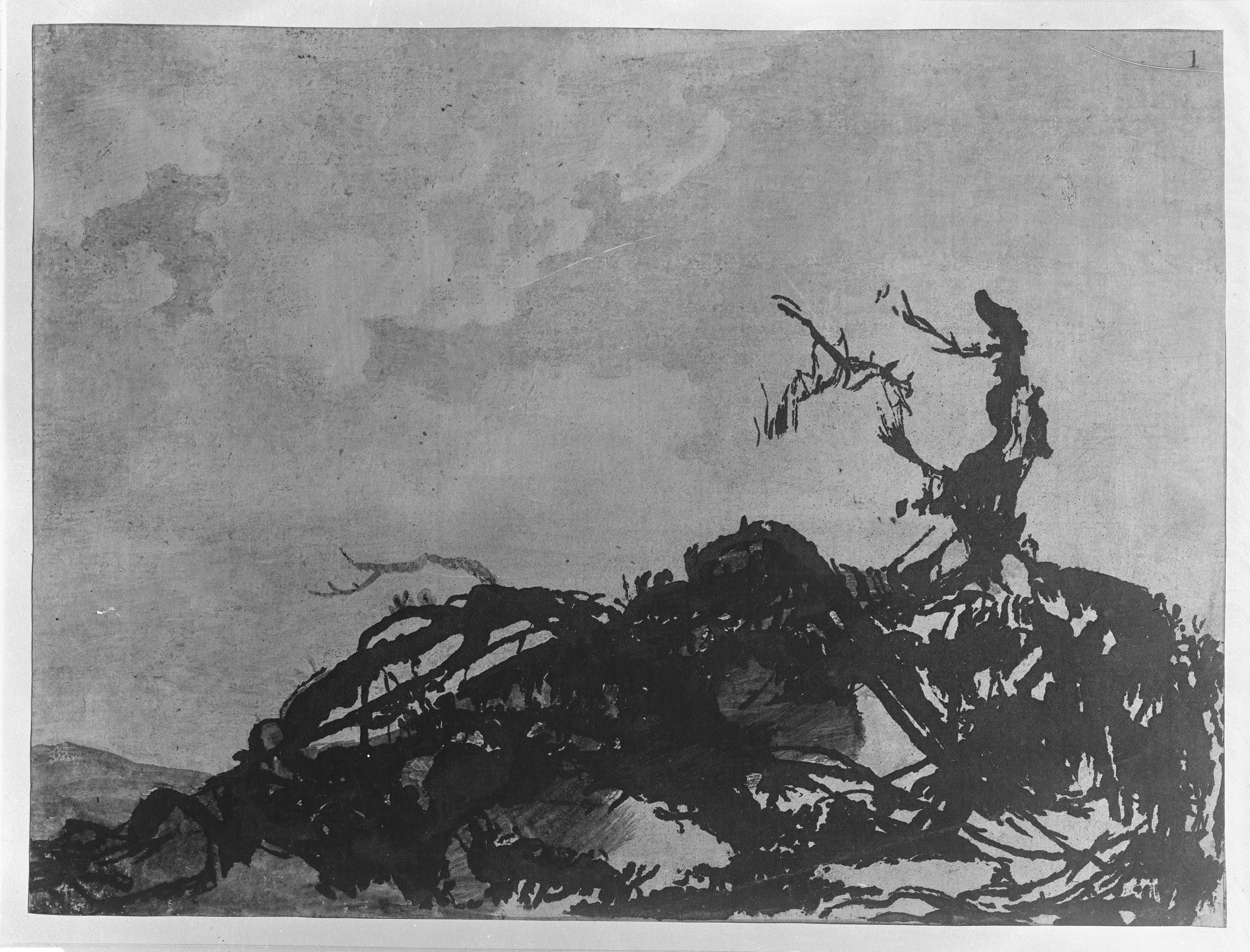
L'arbre tombé. Gravure et aquatinte, vers 1785, H. 23 cm. Pour A New Method [...] v. 1785[5] Metropolitan Museum of Art